# Gale Rigobert

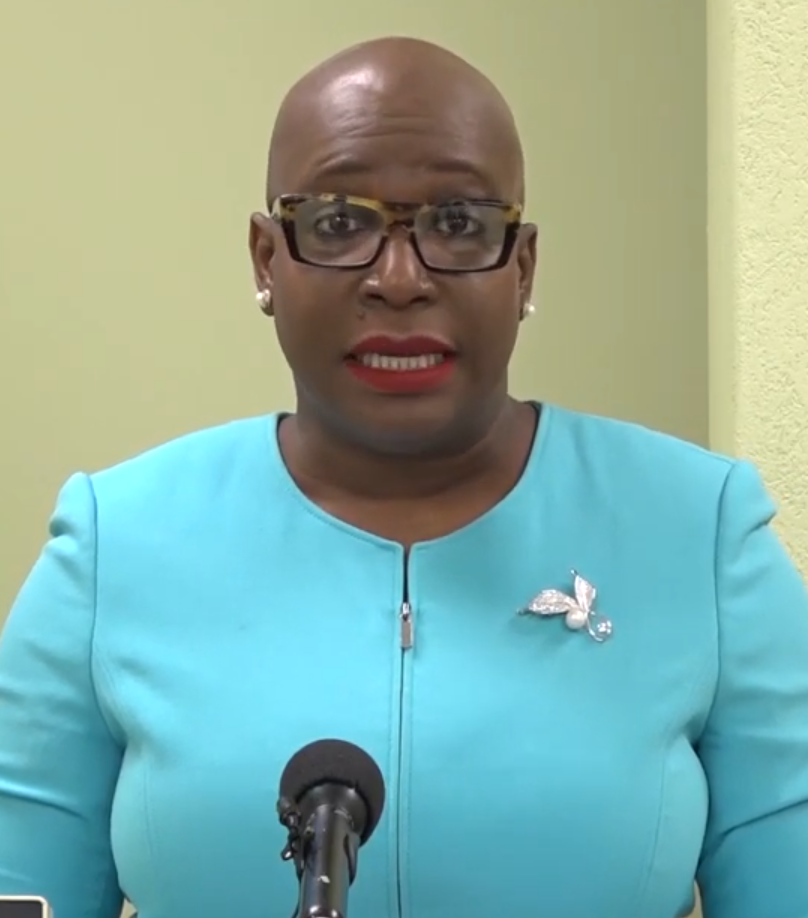
Gale Rigobert

Gale Tracy Christiane Rigobert ist eine Politikerin von Saint Lucia und Ministerin für Bildung, Innovation, Gender Relations und Nachhaltige Entwicklung. Sie war Abgeordnete von Micoud North im House of Assembly.

## Leben
Rigobert erhielt 1996 einen Abschluss Government mit Auszeichnung an der University of the West Indies im trinidadischen St. Augustine. 1998 konnte sie einen Master of Philosophy in International Relations an der University of Cambridge machen.
Sie ist stellvertretende Leiterin der United Workers Party. Und errang in der Wahl 2011 einen Sitz im House of Assembly, den sie auch 2016 halten konnte. Rigobert war Mitglied des Senate of Saint Lucia, war zeitweise Lehrkraft an der University of the West Indies, und engagiert sich auch in der World Association for Sustainable Development (WASD).